# Lasan Kromah
Lasannah V. "Lasan" Kromah (Queens, Nueva York, 24 de junio de 1991) es un baloncestista estadounidense nacionalizado liberiano que pertenece a la plantilla del Taiwan Beer Leopards de la T1 League de Taiwán. Con 1,98 metros de estatura, juega inidistintamente en las posiciones de escolta o alero.

## Trayectoria deportiva

### Universidad
Jugó  tres temporadas con los Colonials de la Universidad George Washington, en las que promedió 11,0 puntos, 4,1 rebotes y 2,1 asistencias por partido. En su primera temporada fue incluido en el mejor quinteto de rookies de la Atlantic 10 Conference.
En 2013 fue transferido a los Huskies de la Universidad de Connecticut, donde jugó su temporada sénior, en la que promedió 6,1 puntos y 2,7 rebotes por partido, proclamándose Campeón de la NCAA.

### Profesional
Tras no ser elegido en el Draft de la NBA de 2014, firmó en el mes de agosto su primer contrato profesional con el Alba Fehérvár de la liga húngara. Jugó una temporada en la que promedió 19,7 puntos y 5,0 rebotes por partido.
En junio de 2015 fichó por el Torku Konyaspor B.K. turco, pero fue despedido antes del comienzo de la competición, siendo sustituido por Clay Tucker. En enero de 2016 ficha por el EK Kavala griego, donde acabó la temporada promediando 14,8 puntos y 3,9 rebotes por partido.
El 30 de octubre de 2016 es elegido en el puesto 60 del Draft de la NBA Development League por los Westchester Knicks.
El 17 de agosto de 2022, firma por el Carplus Fuenlabrada de la liga ACB.